# ジェファーソン地域

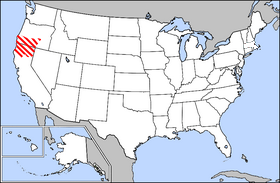
ジェファーソン地域

ジェファーソン地域（ジェファーソンちいき、英:the State of Jefferson）はアメリカ合衆国の太平洋岸、オレゴン州南部とカリフォルニア州北部の田園地帯であり、19世紀と20世紀に数度、新しい州となる試みが行われた所である。州となった場合の州名は第3代アメリカ合衆国大統領トーマス・ジェファーソンの名前を採った。19世紀に別の地域でジェファーソン準州が提案されたことがあり、またジェファーソンを州名として新たに州を創る動きは1915年、テキサス州のテキサス・ペンハンドルと呼ばれる地域でもあった。

## 19世紀

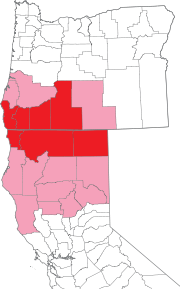
赤は1941年にギルバート・ゲイブルによって提案された「ジェファーソン州」の領域。桃色部分も含めた地域で「ジェファーソン州」を設立する動きがある。

ジェファーソン州を提案した地域は、シスキュー・トレイルと呼ばれる交易と旅人の道が縦断しており、ヨーロッパ人やアメリカ人がアメリカ西海岸では最後に探索したところである。最初にヨーロッパ人が入ったのは1820年代であり、相当数の開拓者の入植となると1851年のワイリーカにおける金脈の発見が契機だった。この地域ではアメリカ州の先住民族との最後の戦いが行われ、また先住民族による最後の重大な反乱が起こった（モードック戦争）。
1852年、カリフォルニア州議会の最初の会期で、ジェファーソン地域とシャスタ・カスケード地域を合わせた「シャスタ州」を創るという法案が提出された。その2年後にはオレゴン州南部で別の動きがあった。アメリカ合衆国議会にも州創立の提案がなされたが、保留のまま1859年にオレゴン州が州として昇格した。

## 20世紀
1941年10月、オレゴン州ポート・オーフォード市の市長ギルバート・ゲイブルが、オレゴン州のカリー、ジョセフィーン、ジャクソン、およびクラマスの各郡が、カリフォルニア州のデルノルト、シスキュー、およびモドックの各郡と併せて、「ジェファーソン｣という名の新しい州を創ると宣言した。
ゲイブルはこの新州の提案で、オレゴンとカリフォルニアの州境にある道の状態が、当時油で汚れており雨や雪の時には通れなくなり経済的な発展を阻害していることに、注意を惹こうとした。地元の歴史家ジム・ロックは次のように説明している。「当時は真面目な分離運動というよりも、公衆の目を意識した行為だった。結局、アメリカ合衆国憲法に従い、この提案は両方の州議会とアメリカ合衆国議会の承認を得る必要があった。」
ゲイブルの行動は、地域の人々が州議会は地域のニーズに無関心だと思っていたので、地域の共感を呼んだ。特にシスキュー郡は賛成の立場を採り、郡庁所在地のワイリーカが新州の首都になることとした。1941年11月、郡の代表が集い、州名をトーマス・ジェファーソンに因み、ジェファーソン州とすることを決めた。
カリフォルニア州北部のラッセン郡とシャスタ郡は分離独立の動きに難色を示し、カリー、シスキュー、トリニティおよびデルノルトの4郡がこの考えに同意した。
1941年11月27日、ワイリーカの南、アメリカ国道99号線で、一群の若者が劇的な効果を狙って猟銃を振り回し車を止めた。彼らが運転手に渡した独立宣言のパンフレットには、ジェファーソン州が「カリフォルニア、オレゴン両州に対する愛国的反乱｣であり、「前もっての告知があるまで毎週木曜日に脱退」を続けるとしてあった。
分離独立の動きは突然中止された。ジョン・C・チャイルズがジェファーソン州知事に就任した後のことだった。最初の衝撃はゲイブル市長が12月2日に死んだことであり、その5日後の7日に真珠湾攻撃が起こった。

## 今日
2003年4月のアメリカン・ジャーナリズム・レビューの記事に次のようなものがある。
この「州」は保守派と急進派が混在しており政治的に多様である。多くの者は西部の人間に共通の政府と政治に対する軽視がある。「政治家とおむつは同じような理由で頻繁に取り替える必要がある」という文章が車のバンパーに貼られている。また、圧倒するようなオレゴン海岸から極めて優美なクレーターレークまで、南はカリフォルニアに聳え立つシャスタ山まで広がる地域に住民や観光客を惹き付ける景色にすがりつきたいと願っている人も多い。この地域は、ジェファーソン公共放送のような施設によって補強された一体感を保っている。
ジェファーソンは、ワイリーカとオレゴン州のオブライエンを繋ぐ108マイル(173 km)の「ジェファーソン州景勝間道」という名前に記念されている。この道はカリフォルニア州道96号線と合衆国林道8号線に沿っている。カリフォルニアとオレゴンの州境近くには、クラマス川の景観が楽しめる展望所に、州創設の試みを説明する3つの案内板がある。
2004年7月時点で、ジェファーソン州と想定される地域には423,004人の人口があり、アメリカでも最少の州人口ということになる。この人口の少なさと誇張された表現によって（特にカリフォルニア州の他の部分との対比により）、今、アメリカ議会に州昇格の提案をしたとしても成立しない可能性が強いと考えられる。

## 州の旗

提案された州旗

州の旗の地は緑色であり、図案はジェファーソン州の印章である。金色の円形の縁には"The Great Seal Of State Of Jefferson"（ジェファーソン州の印）の文字があり、中央には2つの"X"字が斜めに配置されている。2つの"X"字はダブルクロスと呼ばれ、オレゴン州セイラムとカリフォルニア州サクラメントの州政府から見捨てられているという感情を意味している。